# Nikolaj Dmitrievič Kuznecov
Nikolaj Dmitrievič Kuznecov (in russo Николай Дмитриевич Кузнецов?; Aktjubinsk, 23 giugno 1911 – Samara, 30 luglio 1995) è stato un ingegnere aeronautico russo.
In qualità di capo progettista dell'ufficio tecnico sovietico OKB 276 fu responsabile della progettazione, sviluppo e costruzione di componenti aerospaziali, in particolare motori aeronautici, motori a razzo e turbine.

## Biografia
Dopo essersi diplomato nel 1930, Kuznecov frequentò a Mosca l'università aeronautica Московский авиационный институт svolgendo contemporaneamente il suo impiego da meccanico presso la fabbrica di motori 24. Nel 1933 si iscrisse all'Accademia di Ingegneria Aeronautica Militare Žukovskij dove si laureò con il massimo dei voti nel novembre del 1938. Dopo la laurea rimase in Accademia per altri tre anni per un dottorato presso il dipartimento di motori per aeromobili. Nell'aprile del 1939 diventò membro del PCUS. Dopo lo scoppio della seconda guerra mondiale, nell'aprile del 1942 fu arruolato ed impiegato come capo del dipartimento tecnico di una divisione pilota di caccia. Ben presto, però, fu trasferito presso la fabbrica di velivoli a Ufa dove lavorò, a partire dal 1943, come vice del capo progettista Vladimir Jakovlevič Klimov. Il 17 aprile 1946 fu fondata una nuova fabbrica (Fabbrica numero 2) a Kuybyshev (l'odierna Samara) con lo specifico compito di sviluppare nuovi motori a reazione. Il 15 aprile 1949 Kuznecov assunse il ruolo di capo progettista della fabbrica che in seguito sarà ridenominata (il 27 agosto 1953) OKB 276.
Avvalendosi anche della collaborazione di scienziati e ingegneri tedeschi che avevano partecipato allo sviluppo di motori a reazione durante la guerra e poi deportati in Unione Sovietica, Kuznecov iniziò la progettazione di motori turboelica di grande potenza che si concretizzeranno nel Kuznetsov NK-12 utilizzato (tra gli altri) sull'aereo da trasporto Antonov An-22, l'ekranoplano A-90 Orlyonok ed il bombardiere strategico Tupolev Tu-95.
Dopo essere stato insignito nel 1957 del titolo di Eroe del lavoro socialista (titolo di nuovo assegnatogli nel 1982), fu coinvolto a partire dal 1959 nel progetto del vettore lunare N1 di cui ebbe la responsabilità di realizzarne i motori principali. Le prime motorizzazioni proposte (NK-15 e NK-15V) dimostrarono gravi problemi di affidabilità che furono risolti solo con una versione successiva NK-33 che non farà a tempo ad essere impiegata a causa della chiusura del programma lunare sovietico. Trenta anni dopo, però, uno stock di motori originali scampati alla distruzione ordinata dopo la cessazione dello sviluppo dell'N1, trovarono nuovo impiego in altri lanciatori, russi (Sojuz-2-1v) ed occidentali (Antares).
Negli anni sessanta furono sviluppati anche motori turbofan per l'aereo da trasporto supersonico Tupolev Tu-144 e per il bombardiere strategico supersonico Tupolev Tu-160 (gli stessi impiegati anche in una versione successiva del Tu-144, la Tu-144LL).
Verso la fine degli anni ottanta fu promosso anche un motore turboventola (il Kuznetsov NK-93) caratterizzato da un inedito quanto elevato rapporto di diluizione di 17:1.